# Simple Symphony
La Simple Symphony (Simfonia simple), op. 4, és una obra per a orquestra de corda o quartet de corda de Benjamin Britten. La va escriure entre desembre de 1933 i febrer de 1934 a Lowestoft, mitjançant fragments que el compositor havia escrit per al piano com a jove adolescent, entre 1923 i 1926. Es va estrenar el 1934 a l'Stuart Hall a Norwich, amb Britten dirigint una orquestra aficionada.
La peça està dedicada a Audrey Alston (Mrs Lincolne Sutton), la professora de viola de Britten durant la seva infància. L'obra està basada en vuit temes que Britten va escriure durant la seva infantesa (dos per moviment) i pels quals tenia una afició particular. Va completar el seu esborrany final d'aquesta obra amb vint anys.

## Instrumentació
- 1r violí
- 2n violí
- Viola
- Violoncel
- Contrabaix

## Estructura
Té quatre moviments: 
1. Boisterous Bourrée – 3 min
2. Playful Pizzicato – 3 min
3. Sentimental Sarabande – 9 min
4. Frolicsome Finale - 3 min 15 s

## Usos posteriors
El 1944, el coreògraf Walter Gore va crear un ballet també titulat Simfonia simple per al Ballet Rambert.
Molts temes de la simfonia també s'utilitzen per a la banda sonora de Bad Blood (1986) de Leos Carax. Apareix a la pel·lícula de Moonrise Kingdom (2012) de Wes Anderson, que presenta de manera destacada moltes peces de Britten. També apareix a les dues primeres temporades de The Marvelous Mrs. Maisel (2017-2018).